# Malapterurus occidentalis
Silure électrique
Espèce
Statut de conservation UICN

LC : Préoccupation mineure
Malapterurus occidentalis, le Silure électrique, est une espèce de poissons d'eau douce de la famille des Malapteruridae et du genre Malapterurus. Il vit dans le fleuve Gambie, en Gambie, et le fleuve Géba en Guinée-Bissau. Le plus grand spécimen examiné mesurait 32 cm de long. Cette espèce est parfois élevée en aquarium.

## Description
Il n'y a aucune épine dorsale, ni rayons mous dorsaux, ni épines anales. Les rayons mous anaux sont au nombre de 9 à 11 ; les vertèbres de 36 à 38. Les taches dentaires sont étroites ; la nageoire pectorale est à base verticale située près de la profondeur moyenne du corps ; on compte 7 ou 8 rayons de la nageoire caudale ramifiés ; l'œil est relativement grand ; l'espace interorbitaire est relativement étroit ; il y a 8 ou 9 rayons sur la nageoire pectorale. Les jeunes sont de couleur fauve ou brune ; la selle caudale et un motif de barres sont présents chez les juvéniles mais peu développés chez les adultes ; les flancs et le dos sont marqués de petites taches, pas de grandes ; la nageoire caudale est peu marquée de taches.

## Menaces et conservations
Bien que l'aire de répartition de l'espèce soit relativement restreinte, il n'existe aucune menace actuelle connue. Par conséquent, cette espèce est évaluée comme étant de préoccupation mineure par l'Union internationale pour la conservation de la nature (UICN). Aucune action de conservation n'est connue pour cette espèce. Selon l'UICN, des recherches sont nécessaires sur sa taxonomie, la dynamique de sa population, sa distribution, son écologie et les menaces qui pèsent sur elle, ainsi qu'un suivi des tendances de la population et de l'habitat.

## Taxonomie
L'espèce est décrite en premier par Steven M. Norris (d) en 2002, qui la classe dans le genre Malapterurus sous le nom binominal Malapterurus occidentalis.
Ce taxon porte en français le noms vernaculaire ou normalisé suivant : Silure électrique,.

## Publication originale
- (en) S. M. Norris, « A revision of the African electric catfishes, family Malapteruridae (Teleostei, Siluriformes), with erection of a new genus and descriptions of fourteen new species, and an annotated bibliography », Annales, Musée Royal de l'Afrique Centrale, Tervuren, Série in 8o, Sciences Zoologiques, vol. 289,‎ 2002, p. 1-155.